# 統合型リゾート
統合型リゾート（とうごうがたリゾート、英: Integrated Resort、略称：IR）とは、コンベンション・センター、ホテル、ショッピングセンター、レストラン、カジノ、劇場、映画館、遊園地、スポーツ施設、温浴施設などの様々な施設（商業施設）を一体化させた、大規模リゾートである。
英語のIntegrated Resortはこの熟語だけでカジノとホテル含む意味となる。日本語の「統合型リゾート」という言葉には必ずしもカジノを含まないため、「カジノを含む統合型リゾート」としている。また、英語では単にcasinoだけでこの意味にもなる。
本稿は「統合型リゾート」という項目名だが「カジノを含む統合型リゾート」の意味で解説する。

## 概要
統合リゾートは、様々な施設をまとめたリゾート拠点である。おもにMICEと呼ばれる施設を指す。MICEとは、「Meeting（企業などの会議）」「Incentive Travel（報酬・研修旅行）」「Convention（国際機関や国内団体、学会などが行う会議）」「Exhibition/Event（展示会、見本市やイベント）」の略。MICEを目的とした来客は、団体での来訪が多く、個人客に比べると買い物などの消費額が多いので、世界中の国々や地域が誘致に力を入れている。
現在、日本には、大規模な国際会議や国際的な展示会を開く為に必要な施設が1つも無い。その為、世界で通用する規模の国際展示場を持つ為に、法整備が進められている。
2016年（平成28年）12月15日の衆議院本会議で「特定複合観光施設区域の整備の推進に関する法律」（IR推進法）が成立した。

### メリット
- 国内外からの観光客の誘致[6]やMICEの振興
- カジノ税収入など国家や地方自治体への新規財源の創出や赤字国債の削減による財政健全化
  - マカオでは、2017年のカジノ等税収が約940億パタカを記録し、歳入に占める割合は79.66%を占めた。同年の歳出は777億パタカであり、歳出の全てをカジノ等の税収で賄うことに成功している[7]。2018年には一ヶ月当たり約1091億円のカジノ税収があり、マカオでは歳入の約7割がカジノ税による収入である[8]。マカオはカジノ税で財政収支黒字なために医療や教育などが無料化され[9]、2018年にも11年連続で現金支給し、5年連続で約12万円を国民に支給している[10]。

### デメリット
- カジノ解禁によるギャンブル依存症問題
  - しんぶん赤旗は、「日本のような、遊技という扱いで、パチンコ・パチスロという賭博場がすぐ近くにある国では、それらの悪影響によって、他の先進国の10倍の割合のギャンブル依存症が存在する」と主張している[11]。
- 治安の悪化
  - 毎日新聞は、「治安の悪化やギャンブル依存者の増加を懸念する市民」の声を報じた[12]。
- 犯罪組織の関与
  - 立憲民主党の森山浩行は、「IRの運営にマフィアやギャング、暴力団などが介入することで、IRが彼らの資金源となってしまう」と懸念を表明している[13]。

### カジノ
「IR＝カジノ」というイメージがある。しかし日本では、カジノが統合型リゾート（IR）全体の床面積に占める割合は3％が上限と定められている。カジノは統合型リゾート（IR）を構成する一施設に過ぎない。
ただしカジノは、IR全体の売上における大きな柱となっている。2015〜17年での集計によると、ラスベガスではカジノによる売上はカジノ以外による売上を下回っているが、シンガポールでは7割、マカオでは実に9割の売上がカジノ（ゲーミング）によるものである。

#### 対策法
2019年10月18日の閣議で、統合型リゾートの事業者を規制・監督する「カジノ管理委員会」が2020年1月7日に設置される政令を決定した。カジノの法制度化への道が開かれることになった。その一方、気軽に何処にもあることでギャンブル依存症を産み出してきたパチンコ店の数は、1995年をピークに減少を続けている。2016年のIR法成立によって、依存症対策が厳格化し、射幸性の高いものが禁止された。これによって顧客の減少に拍車が掛かり、パチンコ店は2017年時点で10,000店を割る直前となっている。
日本政府は「ギャンブル等依存症対策基本法」を定め、各自治体に「週3回・月10回までの入場制限」「クレジットカードによるチップ購入を禁止」など依存できない環境づくりの対策を行うことを義務付けている。
特定複合観光施設区域整備推進会議において配布された資料では、シンガポールにおける犯罪認知率のデータが示されており、IR設置前とIR設置後で犯罪認知率に⼤きな変化は⾒られないと報告されている。また東京都の報告書では、シンガポールの例に加えて、マカオ、韓国における犯罪件数のデータも示されており、この2例でもIR設置前とIR設置後で犯罪件数に大幅な変動は見られず、ほぼ横ばいであると報告されている。

#### ラスベガス・モデル
かつてのラスベガスは、反社会組織がカジノに関与していたため、犯罪の増加とそれに伴う顧客離れが発生したが、その後、排除（後述）に成功している。2012年現在のネバダ州（ラスベガスのある州）におけるギャンブル関連犯罪による逮捕件数は、52件であり、全体（142,459件）に占める割合にすると0.03%である。
ラスベガスでは、「ラスベガス・モデル」と呼ばれる参入規制が実施されており、上場企業がカジノに参入しようとするときは有価証券報告書、税務調査内容、取引先の一覧などの情報を当局に提出しなければならない。「ラスベガス・モデル」では、ある一定以上の議決権を有する株主や企業の役員・管理職にも、銀行・クレジットカードの明細、海外の預金口座、確定申告書、無犯罪証明書など種々の文書の提出が求められる。一方、これらの制約を受けない犯罪組織メンバーが関与しうる余地は依然として残る。

### 地元還元
アメリカでカジノ・ルームの内装などに長年携わってきた建築デザイナーの村尾武洋は、日本にカジノは必要ないと主張する。アメリカの先住民居留地にあるインディアン・カジノでは、インディアン賭博規制法（IGRA）で、カジノ収入の70%は地元の部族に還元することが規定されているという点に触れて、村尾は「収益の70％が地元に落ちて、民間事業者側の収益は25％から30％くらいです。日本政府の方針だと収益の7割が民間事業者だと聞きますから逆です。びっくりしました。」と述べた。

### 韓国への影響
ハナ金融投資研究員は日本でカジノ解禁された場合には真っ先に韓国に来る中国人観光客が減少し、韓国の外国人カジノが打撃を受ける可能性が高いとし、法案が可決されれば韓国内の外国人向けカジノの売り上げが減少するかもしれないと懸念を示した。投資家も同様に反応して韓国のカジノ関連株の株価が下落した。

### 愚行権としての権利
インターネット番組の中で井川意高はジョン・スチュアート・ミルの著書『自由論』の中の愚行権を引き合いに出し、個人が賭博に走ること（すなわち愚かな行動に走ること）も幸福追求権であると語った。橋下徹も賭博罪をおかしいとした上で、本人保護のための規制も必要であると語った
。

## 国内の自治体

### 大阪府・大阪市（大阪IR）
2020年6月4日、大阪市長の松井一郎が記者会見で、2026年度末としていた夢洲でのIR開業時期が1、2年延期されるとの見通しを示した。新型コロナウイルスの影響で参入を目指す事業者との協議が進んでいないことを理由に挙げ、「投資余力が落ちているということも勘案しながら開業時期を見定めていきたい」と述べた。
2022年3月24日、大阪府議会はIR整備計画の議案を大阪維新の会や公明党、自民党などの賛成多数で可決した。IR事業者は米国のMGMリゾーツ・インターナショナルとオリックスが中心の企業連合。初期投資額は1兆800億円。大阪市此花区の人工島・夢洲での2029年秋・冬ごろの開業を目指す。同年3月29日、大阪市議会はIR関連議案を大阪維新の会と公明党の賛成多数で可決した。自民党は、国政ではIRを推進する立場だが、大阪市議団は反対した。
しかしその後、実質的にはIR誘致に反対する市民団体「カジノの是非は府民が決める　住民投票を求める会」が、府内で住民投票の実施を求め、署名活動を開始。署名活動は2022年3月25日から2ヶ月間行われ、合計21万人分(有効数19万2773人)の署名が集まり、法定数を超えたため府議会で審議されることとなった。これを受け、2022年7月29日、大阪府議会において、IRの誘致を問う住民投票条例案が審議され、大阪維新の会、公明党、自民党などの反対多数により否決された。
2023年4月14日に政府は大阪府・市が申請した夢洲でのIR整備計画を認定した。これにより、大阪IR計画は当初予定からは遅延するものの、推進されることが決定した。
2023年12月4日、大阪府・市は、建設予定地である夢洲で4日から液状化対策工事を始めたと発表した。

### 横浜市
2020年4月、横浜市長・林文子はカジノを含む統合型リゾート施設について、事業者に求める条件などをまとめた実施方針の公表時期を当初の2020年6月から同年8月に2か月延期すると明らかにした。林は「新型コロナウイルスの感染が拡大している状況を総合的に勘案し、最重要のことに専心すべきだ」と述べ、感染症対策を最優先する考えを示した。
2021年8月、横浜市長選挙で、IR誘致反対を掲げる山中竹春が当選し、横浜市はIR誘致を撤回し、IR計画は頓挫した。

### 長崎県
2022年4月、長崎県議会でIR計画が可決された。当初投資額は4383億円。国に申請し、国が整備計画認定（2023年度後半）、開業は2027年秋ごろを予定していた。
2023年12月27日、国土交通省は、長崎県が誘致をめざしているカジノをふくむ統合型リゾートの整備計画について、認定しないと発表した。

### 和歌山県
2022年4月、和歌山県議会でIR計画が否決された（当初投資額は4700億円）。

## 日本での動き
※政党名は当時のもの
- 2002年（平成14年）12月 「国際観光産業としてのカジノを考える議員連盟」を結成（自由民主党）。
- 2004年（平成16年）6月 同議員連盟が、ゲーミング（カジノ）法基本構想案を公表。
- 2006年（平成18年）2月 「カジノ・エンターテイメント検討小委員会」が自由民主党政務調査会内に設置。
- 2006年（平成18年）6月 同委員会が「我が国におけるカジノ・エンターテイメント導入に向けての基本方針」を策定。
- 2008年（平成20年）6月 民主党政策調査会内に「民主党新時代娯楽産業健全育成プロジェクトチーム」設立。
- 2010年（平成22年）4月 日本共産党と社会民主党を除いた[37]政党に所属する国会議員で構成される超党派議連で「国際観光産業振興議員連盟」を発足。
- 2011年（平成23年）8月 同議連が、カジノを中心とした複合観光施設の国内整備に向けた議員立法「特定複合観光施設区域の整備の推進に関する法律案」（通称：IR推進法案、カジノ法案）を公表。
- 2013年（平成25年）9月 フジ・メディア・ホールディングス、三井不動産、鹿島建設、日本財団が産業競争力会議国家戦略特区ワーキンググループに「東京臨海副都心（台場エリア）における国際観光拠点の整備～エンターテイメント・リゾート戦略特区～」提案を提出。
- 2013年（平成25年）6月 日本維新の会が衆議院にIR推進法案を提出[38]。
- 2013年（平成25年）12月 臨時国会で自由民主党・日本維新の会・生活の党の3党が衆議院にIR推進法案を共同提出。継続審議案件となる[39][40]。
- 2014年（平成26年）2月 「IR推進協議会（仮称）」の第1回設立準備委員会が開催[41]。
- 2015年（平成27年）4月 自由民主党・維新の党・次世代の党の3党が衆議院にIR推進法案を再提出[42]。
- 2016年（平成28年）11月 民進党内でIR整備推進法案の早期成立を目指す議員連盟が発足[43]。
- 2016年（平成28年）12月6日 衆議院本会議にてIR推進法案が自民党・公明党・日本維新の会の賛成多数で可決[44]。
- 2016年（平成28年）12月14日 参議院本会議にてIR推進法案の修正案が自民党・日本維新の会などの賛成多数で可決[45]。前日に開催された参議院内閣委員会で法案が修正されたため、同日衆議院へ再送付された。
- 2016年（平成28年）12月15日 衆議院本会議にてIR推進法案の修正案が自民党・公明党・日本維新の会の賛成多数で可決・成立した[46]。
- 2016年（平成28年）12月26日 IR推進法が施行された。これを受け政府はギャンブル依存症対策を検討する関係閣僚会議を開催し、本格的な法整備の検討に乗り出した[47]。
- 2017年（平成29年）3月24日 政府はIRの導入に向け、首相を本部長とする「特定複合観光施設区域整備推進本部」を立ち上げた。これに伴い、内閣官房にあった本部の設立準備室を整備推進室に改編した[48]。
- 2017年（平成29年）8月1日 特定複合観光施設区域整備推進会議議長の山内弘隆一橋大学商学部教授が首相に規制案等を盛り込んだ報告書を提出[49][50]。
- 2018年（平成30年）4月27日 政府がIR実施法案を閣議決定。当面は全国3カ所を上限にIRを整備し、日本人と国内に居住する外国人から入場料6000円を徴収する[51]。
- 2018年（平成30年）6月19日 衆議院本会議にてIR実施法案が自民党・公明党・日本維新の会などの賛成多数で可決[52]。
- 2018年（平成30年）7月20日 参議院本会議にてIR実施法案が自民党・公明党・日本維新の会などの賛成多数で可決・成立[53]。
- 2019年（令和元年）8月 日本経済新聞が、IR運営大手のシーザーズ・エンターテインメント（合衆国）が、「日本でのIR運営のライセンス取得に向けた活動を中止し、日本市場から撤退する」と発表したと報じた。同社は東京や横浜、大阪、北海道・苫小牧でのIRの開発を目指し、2018年に整備構想案を公表していた。最大市場の米国など既存事業に経営資源を集中させる[54]。
- 2019年（令和元年）12月25日 IR推進法を衆院内閣委員長として採決した元IR担当副大臣の秋元司衆院議員がIRをめぐる中国企業500ドットコムからの収賄の容疑で逮捕された[55]。贈賄側とされる中国企業500ドットコム側が現金を配ったと供述した国会議員5人のうち、日本維新の会の衆議院議員下地幹郎が、現金を受け取ったと認めた[56]。
- 2020年1月、下地幹郎が500ドットコムから100万円を受け取ったことを認め日本維新の会に離党届を提出[57]。
- 萩生田光一が2020年1月31日の予算委員会で米カジノ大手のアドバイザーを務める日本企業が自身の政治資金パーティー券を過去に買っていたと明らかにした[58]。
- 2月、秋元司が保釈金3000万円を納め保釈される。
- 2021年（令和3年）9月7日 東京地方裁判所は、秋元司に対し収賄と組織犯罪処罰法違反（証人等買収）の罪で懲役4年、追徴金約760万円の実刑判決を言い渡した[59]。
- 2023年（令和5年）4月14日 政府は大阪府・市が申請したIR整備計画を認定[32]。
- 同年12月4日 大阪府・市はIR予定地約49万㎡のうち、建物が建設される約21万㎡の地盤の液状化対策工事が始まったことを明らかにした。工事の期間は3年程を見込んでいて、これにかかる費用（約255億円）は土地を所有する大阪市が負担する。液状化対策工事が完了した区域では順次、施設の建設に向けた準備工事が始められる予定[60]。

## IRに関する発言
- 大阪への進出を目指している、MGMリゾーツ・インターナショナルのCEO、ビル・ホーンバックルは、「新たな統合型リゾートの姿を示す"開かれたIR"を大阪で創造することをめざす」と語り、大阪IRへの強固な意欲を示した。また、日本で生まれた自身の経歴に触れた上で、「日本は非常に特別な場所であり、この素晴らしい文化を広く世界に伝えたい」と語り、大阪IRには、日本文化の発信地としての機能を強く持たせることを示唆した[61]。
- 夢洲で計画されているＩＲをめぐり、大阪市は2024年9月、運営事業者の「大阪ＩＲ株式会社」と月額2億1000万円余りで用地を貸し出す契約を締結。 市は、ＩＲの用地として貸し出す約49万㎡のうち、2025年の大阪万博で使用されるエリアを除く、約46万㎡を運営事業者に引き渡したと発表した[62]。市有地をＩＲの運営事業者に引き渡したことについて、大阪市の横山市長は「土地の引き渡しはもともと今年夏ごろを目処としていたのでこのタイミングは予定どおり。できるだけスムーズに進むよう府と市と事業者で連携しながら進めていきたい」と話し、予定通り計画が進捗していることを強調した。